# 무와타

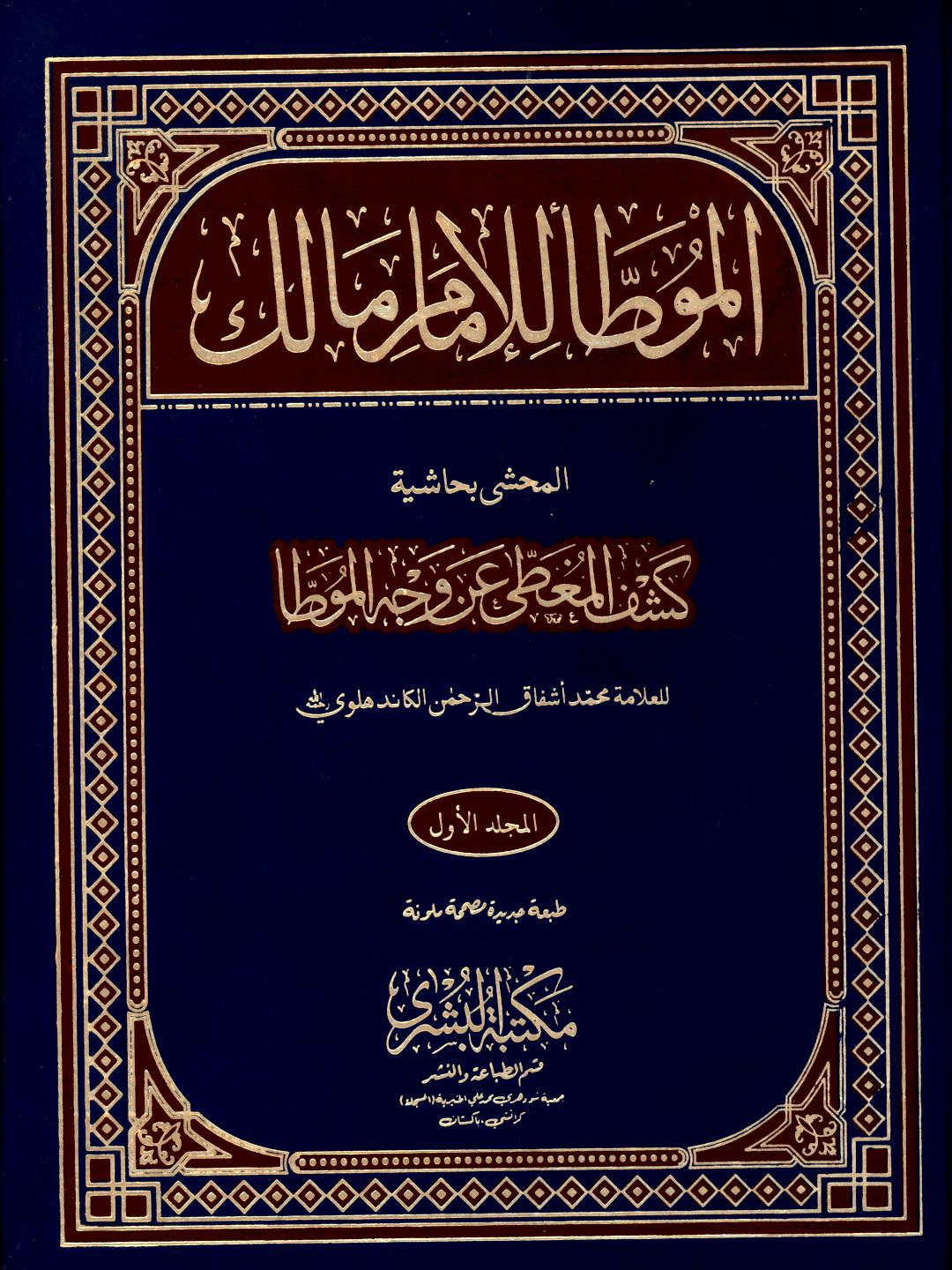

무와타 (Muwaṭṭa, الموطأ)는 초기 이슬람 율법으로서 말리키의 창시자인 이맘 말리크에 의해 추진된 것이다. 하디스에 기초한 가장 초기의 문서로 기록되며 이슬람 율법을 구성하는 것으로 꾸란과 맥을 같이 한다. 예언자 무함마드의 전통 율법에 대해서도 다루고 있다. 그럼에도 불구하고 하디스에 정통하다고는 보지 않는데 많은 법적 근거가 전혀 하디스와 다른 부분이 발견되기 때문이다. 의식과 예배, 전통, 관습, 관념과 무함마드 대의 생활 방식에 대해서도 서술해놓고 있다. 아랍 사회학과 법학에 대해 좋은 자료로 꼽힌다.
이맘 말리크는 무와타를 40년 걸려 완성했다고 알려져 있는데 메디나 사람들이 걸어온 길이라는 뜻을 대변한다. 또한 수 세기에 걸쳐 동의된 사항이라는 뜻도 지녀 모든 내용이 암묵적으로 동의된 것임을 상징적으로 드러내기도 한다. 피끄흐를 가르치는 거의 대부분의 학교에서 쓰이며 그 진정성을 인정 받고 있다.